# الهرم الرابع (فلم)
فيلم الهرم الرابع هو فيلم مصري تم إنتاجه عام 2016 من إخراج بيتر ميمي وبطولة أحمد حاتم وميرهان حسين وتارا عماد

## القصة
تدور أحداث الفيلم في إطار تشويقي مثير، عن عالم القرصنة الإلكترونية وخباياه، بما ارتبط به من عمليات عديدة ومتباينة، سواء في مواقع التواصل الاجتماعي أو المنتديات الفنية المختلفة وغيرها، وذلك من خلال يوسف (أحمد حاتم) طالب الهندسة الماهر الذي يقوم بعمليات قرصنة تثير الكثير من اللغظ.

## الممثلون
- أحمد حاتم: (يوسف)
- ميرهان حسين
- تارا عماد
- ريهام عبد الغفور
- محمود الجندي
- يوسف شعبان
- أحمد حلاوة
- محسن منصور
- إنجي علي
- بيومي فؤاد
- يسرا اللوزي

## طاقم العمل
- تأليف: بيتر ميمي
- إخراج: بيتر ميمي - محمد بدير (مخرج منفذ)
- مدير التصوير: وائل يوسف
- مونتاج: عمرو عاكف
- مهندس الديكور: مينا ميلاد
- مهندس الصوت: مرسي عبد المغني وأحمد جابر
- إنتاج: محمد الكومي - عبد الله منصف - سيف عريبي - محمد نصار (منتج منفذ) - أحمد بجه (منتج فني)
- توزيع: دولار فيلم [4]

## روابط خارجية
- الهرم الرابع على موقع IMDb (الإنجليزية)
- الهرم الرابع على موقع الدهليز
- الهرم الرابع على موقع قاعدة بيانات الأفلام العربية
- الهرم الرابع على موقع قاعدة بيانات الفيلم (الإنجليزية)
- الهرم الرابع على موقع ليتربوكسد (الإنجليزية)
- الهرم الرابع على موقع كينوبويسك (الروسية)
- الاعلان الرسمي - فيلم الهرم الرابع على يوتيوب
- الهرم الرابع  على فيسبوك.